# Mieczysław Gawlik
Mieczysław Gawlik (ur. 3 czerwca 1883 w Wołoskiej Wsi, zm. 29 stycznia 1928 we Lwowie) – polski historyk, profesor gimnazjalny.

## Życiorys
Urodził się 3 czerwca 1883 w Wołoskiej Wsi koło Bolechowa. Był wyznania rzymskokatolickiego. Kształcił się w C. K. IV Gimnazjum we Lwowie, gdzie w 1902 ukończył VIII klasę i zdał egzamin dojrzałości. Od 1903 do 1908 odbył studia na Wydziale Filozoficznym Uniwersytetu Lwowskiego o specjalności historii i geografii pod opieką naukową profesorów Ludwika Finkela i Bronisława Dembińskiego. Podczas studiów został członkiem zwyczajnym Towarzystwa Czytelni Akademickiej we Lwowie oraz sekretarzem zarządu Akademickiego Kółka Historycznego. Na lwowskiej uczelni uzyskał stopień doktora z zakresu historii Polski.
15 października 1906 podjął pracę w szkolnictwie. W części roku szkolnego 1906/1907 jako zastępca nauczyciela pracował w C. K. Gimnazjum w Dębicy. Z Dębicy 3 marca 1907 został przeniesiony do C. K. Gimnazjum w Jarosławiu. Wkrótce potem, 9 listopada 1907 złożył egzamin nauczycielski z zakresu historii i geografii. W gimnazjum jarosławskim uczył geografii, historii powszechnej, dziejów ojczystych (kraju rodzinnego), prowadził koło historyczne. 12 września 1910 został przeniesiony do C. K. Szkoły Realnej w Żywcu. Około 1910/1911 pracował w Horodence. Od 1911 do 1913 uczył w Tłumaczu. Później był profesorem w C. K. II Gimnazjum w Stanisławowie, w którym uczył historii, geografii, kaligrafii.
Po odzyskaniu przez Polskę niepodległości sprawował stanowisko dyrektora Polskiego Prywatnego Gimnazjum Koedukacyjnego w Horodence. Wówczas był przewodniczącym koła Towarzystwa Szkoły Ludowej w Horodence. Do 1924 był dyrektorem Polskiego Prywatnego Gimnazjum Koedukacyjnego w Borszczowie. Uczył tam geografii i historii. Latem 1924 został przeniesiony (formalnie z II Gimnazjum w Stanisławowie) na stanowisko profesora w VIII Państwowym Gimnazjum im. Króla Kazimierza Wielkiego (do Lwowa powrócił celem poświęcenia się pracy naukowej). Uczył tam historii i geografii. Z powodu trudnych warunków materialnych równolegle pracował jako nauczyciel w innych lwowskich zakładach: w Seminarium Nauczycielskim Żeńskim, szkołach prywatnych i na kursach dokształcających.
Publikował prace naukowe w formie monografii historycznych, a także wydawał artykuły i rozprawy, drukowane w „Kwartalniku Historycznym” oraz na łamach prasy lwowskiej (dotyczyły historii Kozaczyzny, stosunków polsko-moskiewskich oraz ruchu historyczno-naukowego ruskiego i rosyjskiego). Przez wiele lat gromadził również materiały do historii zbójnictwa na Podkarpaciu. Od lat studenckich był działaczem oświatowym. Był członkiem zarządu Koła Lwowskiego Towarzystwa Nauczycieli Szkół Średnich i Wyższych. Należał także do Towarzystwa Historycznego.
We Lwowie zamieszkiwał przy ulicy Kochanowskiego 8. Zmarł nagle 29 stycznia 1928 we Lwowie na serce w wieku 44 lat. Został pochowany we Lwowie. W pogrzebie uczestniczył m.in. abp Józef Teodorowicz, a nad grobem przemawiał August Paszkudzki z TNSW. We wspomnieniu na łamach „Gazety Lwowskiej” Mieczysław Gawlik został określony mianem jednego z najgodniejszych i najlepszych reprezentantów zawodu profesorskiego. Był żonaty z Anną z domu Stefanowicz, miał dwie córki.

## Publikacje
- Projekt unii rosyjsko-polskiej w drugiej połowie XVII. wieku (1901, 1909)[29]
- Dzieje odkryć geograficznych. 1 (1912)[3]
- Dzieje odkryć geograficznych. 2, Odkrycia czasów najnowszych (1912)[3]
- Zygmunt Sierakowski (1913)
- O powstaniu styczniowem 1863 r. (1913)
- Nasi bohaterowie ostatniej walki o wolność (1863 r.) (1913)
- O sławnym dziejopisarzu polskim Janie Długoszu (w pięćsetną rocznicę urodzin) (1916)
- Na wschodniej rubieży (z przeszłości Rusi Czerwonej) (1916)
- O św. Kazimierzu królewiczu polskim (1916, 1931)[30]
- O św. Wojciechu patronie Polski (1917)
- Dzieje niepodległej Polski (1917)
- Na wschodniej rubieży (z przeszłości Rusi Czerwonej) (ok. 1919)[31]
- Dzieje niepodległej Polski (1922)
- Powstanie styczniowe 1863. (1925)
- Powstanie styczniowe 1863 r. (6 rycin) (1925)
- Konieczność wprowadzenia historii kultury polskiej jako przedmiotu obowiązkowego w planach i nauczaniu w szkołach średnich (1925, z Kazimierzem Hartlebem)[32]
- Kultura Polski (wypisy źródłowe) (1925, z Kazimierzem Hartlebem)[4][3][33]
- Stanisław Staszic 1755-20.I.1826 (w setną rocznicę zgonu) (1926)[34]
- Pytania i odpowiedzi z historji polski i powszechnej (101 tematów maturycznych) dla użytku abiturjentów i uczniów wyższych klas szkół średnich (1927, 1929)[35]
- Historia Polski. Tom 1 (ok. 1927, uznana za podręcznik w szkołach średnich)[3][4]